# Aziatische Spelen 1986
De tiende Aziatische Spelen werden gehouden van 20 september tot 5 oktober 1986 in Seoel in Zuid-Korea. De banen en faciliteiten die gebruikt werden, waren dezelfde als tijdens de Olympische Zomerspelen van 1988, omdat dit evenement bedoeld was als test.
De officiële opening in het Olympisch Stadion werd verricht door Chun Doo-hwan, de juryeed werd afgelegd door Chang Jae Guen.
Er deden in totaal 3.345 atleten uit 27 landen mee, die meededen in 25 sporten. De sporten die voor het eerst mee deden waren judo, taekwondo, vrouwenfietsen en vrouwenschieten. Er werden 83 Aziatische en drie wereldrecords gebroken, terwijl twee wereldrecords werden geëvenaard.
Op de Spelen was duidelijk te zien dat er een tijd kwam van Zuid-Koreaanse sporters. Ze werden tweede in het aantal medailles, voor Japan. Vanaf de Spelen van 1986 werd China altijd eerste en Zuid-Korea altijd tweede (behalve de Spelen van 1994).

## Sporten
| - Atletiek - Badminton - Basketbal - Boksen - Boogschieten - Bowling - Wielersport - Gewichtheffen - Golf - Gymnastiek - Handbal - Hockey - Judo | - Paardensport - Roeien - Schermen - Schietsport - Tafeltennis - taekwondo - Tennis - Voetbal - Volleybal - Wedstrijdzeilen - Worstelen - Zwemmen |

## Medaillespiegel
| Medaillespiegel | Medaillespiegel | Medaillespiegel | Medaillespiegel | Medaillespiegel | Medaillespiegel |
| --------------- | --------------- | --------------- | --------------- | --------------- | --------------- |
| Rang            | Land            | Gold            | Silver          | Bronze          | Totaal          |
| 1               | China           | 94              | 86              | 46              | 222             |
| 2               | Zuid-Korea      | 93              | 55              | 76              | 224             |
| 3               | Japan           | 58              | 76              | 77              | 211             |
| 4               | Iran            | 6               | 6               | 10              | 22              |
| 5               | India           | 5               | 9               | 23              | 37              |
| 6               | Filipijnen      | 4               | 5               | 9               | 18              |
| 7               | Thailand        | 3               | 10              | 13              | 26              |
| 8               | Pakistan        | 2               | 3               | 4               | 9               |
| 9               | Indonesië       | 1               | 4               | 5               | 10              |
| 10              | Hongkong        | 1               | 1               | 3               | 5               |
| 11              | Qatar           | 1               | 0               | 3               | 4               |
| 12              | Libanon         | 1               | 0               | 1               | 2               |
| 12              | Bahrein         | 1               | 0               | 1               | 2               |
| 14              | Maleisië        | 0               | 5               | 5               | 10              |
| 15              | Irak            | 0               | 5               | 2               | 7               |
| 16              | Jordanië        | 0               | 3               | 1               | 4               |
| 17              | Koeweit         | 0               | 1               | 7               | 8               |
| 18              | Singapore       | 0               | 1               | 4               | 5               |
| 19              | Saoedi-Arabië   | 0               | 1               | 0               | 1               |
| 20              | Nepal           | 0               | 0               | 8               | 8               |
| 21              | Bangladesh      | 0               | 0               | 1               | 1               |
| 22              | Oman            | 0               | 0               | 1               | 1               |
| Totaal          | Totaal          | 270             | 268             | 299             | 837             |

1951 ·
1954 ·
1958 ·
1962 ·
1966 ·
1970 ·
1974 ·
1978 ·
1982 · 
1986 · 
1990 · 
1994 · 
1998 · 
2002 · 
2006 · 
2010 · 
2014 · 
2018 · 
2022